# Vital de Gaza
São Vital de Gaza (†. século VI) é um santo venerado na Igreja Católica e na Igreja Ortodoxa. Monge em Gaza, viajou à cidade de Alexandria quando tinha 60 anos. A lenda conta que, depois de conseguir o nome e o endereço de cada prostituta da cidade, encontrou um trabalho no qual trabalhava o dia inteiro, e à noite entregava seu ordenado a uma dessas mulheres para que passassem a noite sem pecar. Depois disso, passava a noite rezando com ela, para convencê-la a mudar de vida. Ao despedir-se, pedia que não revelasse a natureza de sua visita.
No calendário católico, sua festividade é o 11 de janeiro; no calendário ortodoxo, o 22 de abril.

## Hagiografia
Das várias hagiografias que foram escritas sobre o santo e que sobreviveram, pode-se fazer a síntese:
Vital nasceu em Gaza, na Palestina, no século VI, e viveu até a velhice como monge naquela mesma cidade. Desses anos quase nada sabemos, nem mesmo seu nome original: sabemos apenas que como monge avançou na vida espiritual, e adquiriu grande piedade. Movido, então, por esta piedade, e inflamado por amor dos pecadores, aos sessenta anos partiu em viagem para Alexandria, onde exerceria seu peculiar ministério. 
Em Alexandria, depois de conhecer onde vivia cada prostituta da cidade, São Vital passou a ocupar-se trabalhando, e diariamente, quando recebia sua paga, ia ter com alguma delas; todavia, em vez de solicitar-lhe os habituais trabalhos do meretrício, pedia que passassem a noite sem pecar, e a instruía sobre a Fé e a oração, e lhe ensinava que estar reduzida a instrumento do prazer dos homens não era digno de uma mulher, porquanto criada à imagem de Nosso Salvador. Ao amanhecer, abençoava-a e despedia-se, rogando que não contasse a ninguém sobre o que haviam feito.
Deste modo, alastrou-se o boato de que o santo monge fosse um homem libertino, que dissipava sua vida em pecados e imundícies. Vital suportou com paciência a injustiça.
Como, porém, a pregação de São Vital afetasse o comércio das meretrizes, um rufião, tomado de ódio pelas perdas que o homem santo lhe impusera, decidiu matá-lo, e fez-lhe uma armadilha: encontrando o monge, investiu traiçoeiramente contra ele, apunhalando-o. Ferido mortalmente, Vital logrou alcançar a habitação onde morava, e orando e dando graças a Deus expirou.
Quando se espalhou a notícia de sua morte, muitas mulheres revelaram o ministério secreto de Vital, e ele foi aclamado pelo povo como santo.
"Não julgueis antes do tempo da vinda do Senhor, que trará luz às coisas ocultas, e que tornará manifestos os desígnios do coração." - Diz a lenda que estas palavras estavam em um fragmento de pergaminho que o santo carregava quando foi morto.